# Frank Defays
Frank Defays (Namen, 23 februari 1974) is een Belgisch voormalig voetballer. Hij speelde bij RES Jambes, UR Namen, SC Charleroi en F91 Dudelange. Hij werd in 2011 aangesteld als trainer van Excelsior Virton.
Op 14 februari 2018 werd hij voorgesteld als nieuwe trainer van Excel Moeskroen  als opvolger van de Roemeen Mircea Rednic.

## Carrière
| seizoen | club               | land      | competitie         | wed. | goals |
| ------- | ------------------ | --------- | ------------------ | ---- | ----- |
| 1999/00 | Sporting Charleroi | België    | Jupiler League     | 28   | 0     |
| 2000/01 | Sporting Charleroi | België    | Jupiler League     | 31   | 1     |
| 2001/02 | Sporting Charleroi | België    | Jupiler League     | 30   | 0     |
| 2002/03 | Sporting Charleroi | België    | Jupiler League     | 29   | 1     |
| 2003/04 | Sporting Charleroi | België    | Jupiler League     | 33   | 1     |
| 2004/05 | Sporting Charleroi | België    | Jupiler League     | 32   | 2     |
| 2005/06 | Sporting Charleroi | België    | Jupiler League     | 27   | 2     |
| 2006/07 | Sporting Charleroi | België    | Jupiler League     | 33   | 3     |
| 2007/08 | Sporting Charleroi | België    | Jupiler League     | 13   | 0     |
| 2008/09 | Sporting Charleroi | België    | Jupiler Pro League | 28   | 0     |
| 2009/10 | F91 Dudelange      | Luxemburg | BGL Ligue          | 8    | 2     |